# Natalia Sedykh
Pour les articles homonymes, voir Sedykh.
Natalia Sedykh est une athlète russe née en 1988. Spécialiste de l'ultra-trail, elle a remporté le Marathon des Sables en 2016.

## Résultats
| no  | féminin            | Course              | Pays  | Longueur | Départ        | Temps            |
| --- | ------------------ | ------------------- | ----- | -------- | ------------- | ---------------- |
| 50e | Médaille de bronze | Marathon des Sables | Maroc | 249 km   | 3 avril 2015  | 29 h 54 min 39 s |
| 11e | Médaille d'or      | Marathon des Sables | Maroc | 257 km   | 10 avril 2016 | 24 h 45 min 26 s |